# Borja Fernández Fernández (nacido en 1995)
Borja Fernández Fernández (Vigo, Pontevedra, España, 16 de agosto de 1995) es un futbolista español que juega en la Sociedad Deportiva Ponferradina de la Primera División RFEF.

## Trayectoria
Fernández se formó en la cantera del Celta de Vigo. Firmó un contrato profesional de cuatro años el 26 de febrero de 2013, haciendo su debut con Real Club Celta de Vigo "B" en la temporada 2013-14, en Segunda División B.
Debutó con el primer equipo en La Liga el 24 de agosto de 2014, en la victoria por 3-1 ante el Getafe CF.
En la temporada 2018-19, firma por el Miedź Legnica de la Ekstraklasa, máxima categoría del fútbol polaco.
En julio de 2019, se marcha a Grecia y firma por el Asteras Trípoli Football Club de la Super Liga de Grecia.
El 22 de agosto de 2021, firma por el Algeciras Club de Fútbol de la Primera División RFEF.
El 4 de julio de 2024 es anunciado como nuevo jugador de la Sociedad Deportiva Ponferradina

## Clubes
| Club                            | País    | Periodo   | Partidos | Goles |
| ------------------------------- | ------- | --------- | -------- | ----- |
| Real Club Celta de Vigo "B"     | España  | 2013-2018 | 112      | 8     |
| Real Club Celta de Vigo         | España  | 2014-2018 | 17       | 0     |
| Reus Deportiu (cedido)          | España  | 2017-2018 | 20       | 1     |
| Miedź Legnica                   | Polonia | 2018-2019 | 35       | 1     |
| Asteras Trípoli Football Club   | Grecia  | 2019-2021 | 42       | 0     |
| Algeciras Club de Fútbol        | España  | 2021-2024 | 56       | 3     |
| Sociedad Deportiva Ponferradina | España  | 2024-     |          |       |

## [1]Enlaces externos
- Ficha del jugador en Transfermarkt
- Un Celta rejuvenecido; Atlántico Diario
- El Oporto sigue a Yelko Pino; Atlántico Diario
- Hoy entrevistamos a Borja Fernández, futuro crack Celeste!!; Blindaxe Sport

- Datos: Q17609910

1. ↑  «El centrocampista Borja Fernández se une a la SD Ponferradina». www.sdponferradina.com. Consultado el 4 de julio de 2024.